# Phasia obesa
Phasia obesa là một loài ruồi trong họ Tachinidae.